# Bayanchur Khan
Bayanchur Khan (gammeltyrkisk: Bayan Çor) (også kendt som Moyanchur Khan) (Kinesisk: Yàolúogě Mòyánchùo) var en uighurisk khagan fra 747 to 759. Hans officielle titler var "Ay Tengrida Qut Bolmish" og "El Tutmish Bilge Qaghan" ("Født med glans på Månehimlen" og "Vis statsleder"). Hans titel fra Tang-dynastiet var Yingwuweiyuanpiqiejuo Khan (英武威遠毗伽闕可汗) eller i kort form Yingwu Khan (英武可汗). Han blev efterfulgt som uighurisk khagan af sin søn Bogu Tekin (759-779).
Bayanchur Khan stod bag opførelsen af 17 befæstningsværker langs floden Chemtsjik, herunder Por-Bajin.